# Cass Elliot
Ellen Naomi Cohen, coneguda com a Cass Elliot (Baltimore, Maryland, 19 de setembre de 1941 - 29 de juliol de 1974, Londres, Regne Unit), fou una cantant del gènere pop estatunidenca, coneguda principalment per formar part del grup musical nord-americà de la dècada de 1960 The Mamas and The Papas.
Sovint es pensa que el seu nom d'adopció era un diminutiu de Cassandra, però segons Denny Doherty el va prendre d'una actriu de comèdia, Pegy Cass.

## Els inicis
Va créixer a Washington D.C..
Aficionada des de molt jove al teatre, actuà en petits grups locals abans de traslladar-se, a principis dels anys seixanta, a la ciutat de Nova York, on actuà a l'Off-Broadway i competí amb Barbra Streisand per un paper al musical ‘’I Can Get It for You Wholesale’’ el 1962.
A inicis de 1963 es reorientà cap a la cançó. Formà un trio folk amb Tim Rose i Jim Hendricks. The Big 3, que va gravar dos àlbums i va aparèixer a la televisió. Més endavant, Cass es casaria amb Hendricks exclusivament per evitar que fos enviat a la Guerra de Vietnam. L'any següent Tim Rose els va deixar. Cass va incorporar dos canadencs que havia conegut a l'ambient folk de Greenwich Village: Denny Doherty i Zal Yanovsky. El nou quartet es digué Cass Elliot and The Big Three. L'arribada dels Beatles, però, va alterar completament el panorama musical dels Estats Units. La invasió britànica va arraconar el folk, que havia sigut hegemònic els darrers anys, i Cass va decidir electrificar la seva música, anticipant en certa manera el folk rock. Van incorporar el cantautor folk John Sebastian i amb el nom The Mugwumps van aconseguir tenir una base al nightclub The Shadows de Washington D.C. i gravar un single per a la Warner Brothers. Però es desintegraren en pocs mesos. Cass recomençà la seva carrera com a cantant en solitari a Washington, amb un repertori de jazz i standards; Sebastian i Zanovsky fundaren The Lovin' Spoonful i continuaren amb l'electrificació de la música, fusionant el pop i la Jug band music; Denny Doherty s'incorporaria al trio folk The New Journeymen de John i Michelle Phillips, que serien l'embrió de The Mamas and the Papas.

## The Mamas and the Papas
Denny, que havia establert una profunda amistat amb Cass i compartia la seva idea de fer un nou tipus de música electrificant el folk, volia incorporar-la als New Journeymen. A inicis del 1965 Cass va anar a treballar de cambrera a les Illes Verges Nord-americanes i hi va coincidir amb ells, que hi eren de vacances. Denny no aconseguí el seu propòsit, ja que John es resistia a deixar el folk per simplement imitar els Beatles, i també perquè pensava que l'obesitat de Cass perjudicaria la imatge del grup. Segons explicaren ells més tard, a les illes Cass va rebre un fort cop al cap que hauria provocar que la seva veu assolís notes més agudes a partir d'aleshores.
En tornar, Cass s'instal·là a Los Angeles amb Jim Hendricks i la seva xicota. Els New Journeymen s'hi traslladaren també al cap de poc, davant la caiguda de perspectives al “ Village”. Allà John va canviar d'opinió respecte a Cass quan, cantant tots quatre per passar l'estona, van trobar el so que els definiria: un so harmònic però contundent, potenciat per la gran veu de Cass i que John va saber explotar mercès a la seva habilitat per als arranjaments. Gràcies als contactes de Cass van aconseguir una audició amb Lou Adler i van signar un contracte amb Dunhill Records per gravar dos àlbums a l'any durant 5 anys. La incorporació de Cass, però, no va ser explícita fins al moment en què van formalitzar el contracte.
Amb el nom The Mamas and the Papas, esdevindrien un dels exponents més notoris de l'era hippie, el flower power i la generació de l'amor Entre 1965 a 1968, van publicar 11 Top 40 hit singles i quatre àlbums. El primer LP, If You Can Believe Your Eyes and Ears (1966) és considerat el millor i conté les seves dues cançons més cèlebres, California Dreamin' i Monday, Monday. Seguirien The Mamas & The Papas i Deliver.
Però el grup només va durar dos anys, a causa de les relacions personals. Compartien casa, feina, festes i droga. A més Michelle, casada amb John, i Denny van establir una relació amorosa, que John va acceptar (era l'època de l'amor lliure), no sense tensions.
Tanmateix, el juny de 1966 Michelle va tenir un afer amb Gene Clarke dels Byrds. John va trencar amb ella i el grup la va expulsar i reemplaçar per Jill Gibson. Finalment, però, van haver-la de readmetre per la pressió del públic. John i Michelle es van reconciliar i van deixar de viure tots quatre junts.
El 1967 tots menys Denny, que es va distanciar perquè no portava bé la reconciliació de John i Michelle, van organitzar junt amb Lou Adler, el seu productor, el Festival International de Música Pop de Monterey, que seria el primer dels grans macroconcerts característics de l'època i que esdevindria mític. Però la seva actuació a la cloenda del festival evidencià ja la manca d'entesa entre ells.
Un altre aspecte que llastà les seves relacions va ser la forta personalitat de John, que xocava amb la de Cass. A la tardor de 1967, en ocasió d'uns concerts a Londres, una enganxada amb John, que la va ridiculitzar davant Mike Jagger, va decidir Cass a deixar el grup. El 1968, ja separats, van publicar el quart àlbum, The Mamas & The Papas que ja estava gravat.
Cadascun va iniciar una carrera en solitari, però van conservar l'amistat com posen de manifest les seves autobiografies posteriors, declaracions i les col·laboracions en els anys posteriors.
Dunhill Records els va amenaçar amb una demanda milionària per no haver complert els 5 anys de contracte, i els va forçar a reunir-se de nou per gravar el seu darrer LP People Like Us (1971), que no va estar a l'altura dels anteriors, ni artísticament ni comercialment.

## El temps posteriors
Dels quatre membres, Cass va ser qui va continuar amb més èxit la seva carrera musical.
Ja al moment de la separació, Dunhill Records va extreure del quart àlbum dels Mamas and Papas la cançó Dream a Little Dream of Me, una revisió de l'antic èxit d'Ella Fitzgerald i Louis Armstrong que el 1950 havia conegut una enorme audiència internacional. Cass cantava la veu solista i, contra el parer de John, el single era atribuït a "Cass Elliot i the Mamas and Papas". El disc va obtenir més èxit que els anteriors del quartet.
Seguint el camí marcat amb aquest èxit, Cass va reorientar-se cap als estàndards, el jazz suau i la música de cabaret. L'octubre de 1968 va debutar al Caesar’s Palace de Las Vegas amb un concert que va resultar un desastre, ja que no va voler-lo cancel·lar malgrat estar malalta. Però el gener següent va protagonitzar un xou televisiu, The Mama Cass Television Program i des d'aleshores va aparèixer regularment en aquest mitjà, en els programes de Carol Burnett, Julie Andrews i altres. Va envoltar-se d'un grup de músics amics i va editar 8 àlbums i 19 singles. Entre ells destaquen "It's Getting Better" (1969), Make Your Own Kind of Music (1969) i New World Coming (1969). Entre altres col·laboracions, va tenir els dels seus antics companys de grup.
Actuà regularment en clubs, tornà a Las Vegas i va fer gires pels Estats Units i Europa. El setembre de 1973 protagonitzà un nou programa televisiu, Don't Call Me Mama Anymore (No em digueu més Mama). També va interpretar un paper a la pel·lícula infantil Puffnstuff.
Cass feu sempre gala de l'idealisme ingenu i la vulgarització de l'orientalisme religiós adoptat pel moviment hippy i underground d'alguns joves estatunidencs. Als anys 70, però, adquirí una major consciència política i participà activament a la campanya electoral a la presidència dels Estats Units del demòcrata George McGovern.
El 29 de juliol de 1974, quan acabava un cicle de concerts a Londres en què havia tingut un gran èxit, morí d'un atac de cor al seu apartament al barri de Mayfair. La llegenda diu que va ser en ofegar-se amb un entrepà, però l'autòpsia no va trobar restes de menjar a la gola. L'ex «Mama» Cass Elliot, o senyoreta Cohen, arribà a pesar 145 quilos, que sempre foren objecte de les seves pròpies bromes en diversos espectacles. En morir, tenia 32 anys i deixava una filla de 7 anys, Owen Vanessa, de qui es va fer càrrec la seva germana Leah.
L'any 1997 el seu amic i company musical «Papa» Denny Doherty va escriure i protagonitzar l'espectacle musical autobiogràfic Dream a Little Dream (the Nearly True Story of the Mamas and the Papas) (la gairebé veritable història dels M&P), en el qual mostrava un gran afecte i enyorança cap a Cass.